# ييبي برينش
ييبي برينش (بالدنماركية: Jeppe Brinch)‏ هو لاعب كرة قدم دنماركي في مركز قلب الدفاع، ولد في 8 مايو 1995 في الدنمارك في مملكة الدنمارك. شارك مع منتخب الدنمارك تحت 19 سنة لكرة القدم. أما مع النوادي، فقد لعب مع نادي إيسبيرغ.

## وصلات خارجية
- ييبي برينش على موقع قاعدة بيانات كرة القدم.إي يو (الإنجليزية)
- ييبي برينش على موقع Soccerway.com (الإنجليزية)